# Grete Heublein
Margarete „Grete” Heublein (ur. 29 stycznia 1908 w Barmen, zm. 2 marca 1997 w Wuppertal) – niemiecka lekkoatletka, specjalizująca się w rzucie dyskiem, pchnięciu kulą i sprincie na dystansie 100 metrów. 19 czerwca 1932 roku w Hagen ustanowiła wynikiem 40,84 m rekord świata w rzucie dyskiem, ale straciła go tego samego dnia (na rzecz Jadwigi Wajsówny). Wzięła udział w Letnich Igrzyskach Olimpijskich 1928 (zajęła 5. miejsce w rzucie dyskiem) i Letnich Igrzyskach Olimpijskich 1932 (zajęła 5. miejsce w rzucie dyskiem i 6. miejsce w sztafecie 4 × 100 metrów).